# Paral·lel 37° nord
El paral·lel 37 nord és una línia de latitud que es troba a 37 graus nord de la línia equatorial terrestre. Travessa Europa, el Mar Mediterrani, Àfrica, l'Oceà Pacífic, l'Amèrica del Nord i l'oceà Atlàntic.
En aquesta latitud el sol és visible durant 14 hores, 42 minuts durant el solstici d'estiu i 9 hores, 37 minuts durant el solstici d'hivern. Aquest és aproximadament el límit septentrional de la visibilitat de Canopus, la segona estrella més brillant del cel nocturn.

## Dimensions
En el sistema geodèsic WGS84, Al nivell del paral·lel 37, un grau de longitud equival a 89,012 km; la llargada total del paral·lel és de 32.044 km, el 80.0% de la llargada de l'equinocci, del que es troba a 4.097km i a 5.905 km del pol Nord
Com tots els altres paral·lels a part de l'equador, el paral·lel 37° nord no és un cercle màxim i no és la distància més curta entre dos punts, fins i tot si es troben al mateix latitud. Per exemple, seguint el paral·lel, la distància recorreguda entre dos punts de longitud oposada és 16.022 km; després d'un cercle màxim (que passa pel Pol Nord), només és 11.810 km.

## Al voltant del món
A partir del Primer Meridià i cap a l'est, el paral·lel 37 ° nord passa per:
| Coordenades                               | País, territori o mar        | Notes |
| ----------------------------------------- | ---------------------------- | --- |
| 37° 0′ N, 0° 0′ E / 37.000°N,0.000°E      | Mar Mediterrània             | |
| 37° 0′ N, 6° 15′ E / 37.000°N,6.250°E     | Algèria                      | |
| 37° 0′ N, 7° 33′ E / 37.000°N,7.550°E     | Mar Mediterrània             | |
| 37° 0′ N, 8° 52′ E / 37.000°N,8.867°E     | Tunísia                      | |
| 37° 0′ N, 10° 11′ E / 37.000°N,10.183°E   | Mar Mediterrània             | Golf de Tunis |
| 37° 0′ N, 10° 53′ E / 37.000°N,10.883°E   | Tunísia                      | Cap Bon |
| 37° 0′ N, 11° 4′ E / 37.000°N,11.067°E    | Mar Mediterrània             | Estret de Sicília, passa just al nord de l'illa de Pantel·leria, Itàlia |
| 37° 0′ N, 14° 20′ E / 37.000°N,14.333°E   | Itàlia                       | Illa de Sicília — Província de Ragusa — Província de Siracusa |
| 37° 0′ N, 15° 16′ E / 37.000°N,15.267°E   | Mar Jònic                    | |
| 37° 0′ N, 21° 39′ E / 37.000°N,21.650°E   | Grècia                       | Peloponès (Messènia) |
| 37° 0′ N, 21° 57′ E / 37.000°N,21.950°E   | Mar Jònic                    | Golf de Messènia |
| 37° 0′ N, 22° 09′ E / 37.000°N,22.150°E   | Grècia                       | Peloponès — Messènia — Lacònia |
| 37° 0′ N, 23° 0′ E / 37.000°N,23.000°E    | Mar Egeu                     | Mar de Mirtos |
| 37° 0′ N, 24° 40′ E / 37.000°N,24.667°E   | Grècia                       | Illa de Sifnos |
| 37° 0′ N, 24° 44′ E / 37.000°N,24.733°E   | Mar Egeu                     | |
| 37° 0′ N, 25° 1′ E / 37.000°N,25.017°E    | Grècia                       | Illes d'Antiparos i Paros |
| 37° 0′ N, 25° 13′ E / 37.000°N,25.217°E   | Mar Egeu                     | |
| 37° 0′ N, 25° 23′ E / 37.000°N,25.383°E   | Grècia                       | Illa de Naxos |
| 37° 0′ N, 25° 34′ E / 37.000°N,25.567°E   | Mar Egeu                     | |
| 37° 0′ N, 26° 26′ E / 37.000°N,26.433°E   | Grècia                       | Illa de Levitha |
| 37° 0′ N, 26° 30′ E / 37.000°N,26.500°E   | Mar Egeu                     | |
| 37° 0′ N, 26° 55′ E / 37.000°N,26.917°E   | Grècia                       | Illa de Kalymnos |
| 37° 0′ N, 27° 3′ E / 37.000°N,27.050°E    | Mar Egeu                     | |
| 37° 0′ N, 27° 15′ E / 37.000°N,27.250°E   | Turquia                      | |
| 37° 0′ N, 27° 47′ E / 37.000°N,27.783°E   | Mar Egeu                     | |
| 37° 0′ N, 28° 13′ E / 37.000°N,28.217°E   | Turquia                      | Passa per Adana i Nizip |
| 37° 0′ N, 40° 25′ E / 37.000°N,40.417°E   | Síria                        | |
| 37° 0′ N, 42° 18′ E / 37.000°N,42.300°E   | Iraq                         | |
| 37° 0′ N, 44° 16′ E / 37.000°N,44.267°E   | Turquia                      | Districte de Şemdinli (Uns 7 km) |
| 37° 0′ N, 44° 20′ E / 37.000°N,44.333°E   | Iraq                         | |
| 37° 0′ N, 44° 54′ E / 37.000°N,44.900°E   | Iran                         | |
| 37° 0′ N, 50° 32′ E / 37.000°N,50.533°E   | Mar Càspia                   | |
| 37° 0′ N, 54° 0′ E / 37.000°N,54.000°E    | Iran                         | |
| 37° 0′ N, 60° 3′ E / 37.000°N,60.050°E    | Turkmenistan                 | |
| 37° 0′ N, 64° 47′ E / 37.000°N,64.783°E   | Afganistan                   | |
| 37° 0′ N, 67° 56′ E / 37.000°N,67.933°E   | Tadjikistan                  | |
| 37° 0′ N, 68° 10′ E / 37.000°N,68.167°E   | Afganistan                   | |
| 37° 0′ N, 71° 28′ E / 37.000°N,71.467°E   | Tadjikistan                  | |
| 37° 0′ N, 72° 28′ E / 37.000°N,72.467°E   | Afganistan                   | |
| 37° 0′ N, 74° 34′ E / 37.000°N,74.567°E   | Pakistan                     | Gilgit-Baltistan – reclamat per Índia |
| 37° 0′ N, 74° 50′ E / 37.000°N,74.833°E   | República Popular de la Xina | Xinjiang - uns 14 km |
| 37° 0′ N, 75° 0′ E / 37.000°N,75.000°E    | Pakistan                     | Gilgit-Baltistan - uns 14 km, reclamat per Índia |
| 37° 0′ N, 75° 9′ E / 37.000°N,75.150°E    | República Popular de la Xina | Xinjiang Qinghai Gansu Ningxia Gansu Shaanxi Shanxi Hebei Shandong |
| 37° 0′ N, 122° 32′ E / 37.000°N,122.533°E | Mar Groc                     | |
| 37° 0′ N, 126° 20′ E / 37.000°N,126.333°E | Corea del Sud                | Chungcheongnam-do Gyeonggi-do Chungcheongbuk-do Gyeongsangbuk-do |
| 37° 0′ N, 129° 25′ E / 37.000°N,129.417°E | Mar del Japó                 | |
| 37° 0′ N, 136° 46′ E / 37.000°N,136.767°E | Japó                         | Illa de Honshū: — Prefectura d'Ishikawa |
| 37° 0′ N, 137° 3′ E / 37.000°N,137.050°E  | Mar del Japó                 | Badia de Toyama |
| 37° 0′ N, 137° 42′ E / 37.000°N,137.700°E | Japó                         | Illa de Honshū: — Prefectura de Niigata — Prefectura de Nagano — Prefectura de Niigata — Prefectura de Gunma − uns 10 km — Prefectura de Niigata − uns 7 km — Prefectura de Fukushima — Prefectura de Tochigi — Prefectura d'Ibaraki — Prefectura de Fukushima |
| 37° 0′ N, 140° 59′ E / 37.000°N,140.983°E | Oceà Pacífic                 | |
| 37° 0′ N, 122° 11′ O / 37.000°N,122.183°O | Estats Units                 | Califòrnia (vora Santa Cruz) Nevada Frontera Utah / Arizona Frontera Colorado / Nou Mèxic Frontera Colorado / Oklahoma Frontera Kansas / Oklahoma Missouri Illinois (al punt més al sud) Kentucky Virgínia                                                     |
| 37° 0′ N, 76° 18′ O / 37.000°N,76.300°O   | Oceà Atlàntic                | |
| 37° 0′ N, 25° 10′ O / 37.000°N,25.167°O   | Portugal                     | Illa de Santa Maria a les Açores |
| 37° 0′ N, 25° 3′ O / 37.000°N,25.050°O    | Oceà Atlàntic                | |
| 37° 0′ N, 8° 57′ O / 37.000°N,8.950°O     | Portugal                     | Ponta de Sagres |
| 37° 0′ N, 8° 56′ O / 37.000°N,8.933°O     | Oceà Atlàntic                | |
| 37° 0′ N, 7° 59′ O / 37.000°N,7.983°O     | Portugal                     | Cap Santa Maria |
| 37° 0′ N, 7° 50′ O / 37.000°N,7.833°O     | Oceà Atlàntic                | Golf de Cadis |
| 37° 0′ N, 6° 32′ O / 37.000°N,6.533°O     | Espanya                      | |
| 37° 0′ N, 1° 53′ O / 37.000°N,1.883°O     | Mar Mediterrània             | |

## Estats Units

El paral·lel 37defineix fronteres entre estats als Estats Units.

Als Estats Units, el paral·lel defineix les fronteres meridionals de Utah, Colorado i Kansas, i les fronteres del nord d'Arizona, Nou Mèxic, i Oklahoma. Data de la Llei de Kansas-Nebraska de 1854 quan el Congrés va dividir el Territori Indi a Kansas i Nebraska al nord del paral·lel 37 i un altre territori indi al sud. Abans que aquesta línia s'hagués pensat que era la frontera entre les reserves Cherokees i Osage, la discrepància de 3,96 km fou resultant de la creació de la Cherokee Strip. El Congrés va estendre la línia oest cap a Territori de Nou Mèxic, definint així quins estats i territoris constituirien el Sud entre els rius Colorado i Mississipi i creant el que més tard es va convertir en l'Oklahoma Panhandle.
Les fites del paral·lel 37 són Santa Cruz (Califòrnia); Gilroy (Califòrnia); Madera (Califòrnia); el cràter Ubehebe a la Vall de la Mort; Colorado City (Arizona); la regió de Four Corners en la intersecció amb el Meridià 32 a l'oest de Washington (l'únic lloc on quatre estats dels Estats Units es troben en un punt); ; Cairo (Illinois); Bowling Green (Kentucky); i Newport News, i Hampton, Virgínia. Entra a la badia de Chesapeake Bay a l'entrada / sortida del punt més septentrional del Pont Tunel de Hampton Roads i el punt més al sud d'Old Point Comfort a l'antiga base de l'exèrcit de Ft. Monroe.
El paral·lel 37 ° nord va formar el límit meridional de l'històric i extralegal Territori de Jefferson.